# Kriti Sanon
Kriti Sanon (27 de julio de 1990) es una actriz, cantante y modelo india. Luego de desempeñarse como modelo, hizo su debut en el cine en la película de suspenso 1: Nenokkadine. Su primera aparición en una producción de Bollywood fue en la comedia romántica del director Sabbir Khan Heropanti, actuación que le valió un galardón Filmfare  en la categoría "mejor debut". En 2015, Sanon protagonizó la exitosa comedia Dilwale.

## Filmografía

### Cine
| Año  | Película                    | Rol              | Notas           |
| ---- | --------------------------- | ---------------- | --------------- |
| 2014 | 1: Nenokkadine              | Sameera          | Película Telegu |
| 2014 | Heropanti                   | Dimpy            |                 |
| 2015 | Dohchay                     | Meera            | Película Telegu |
| 2015 | Dilwale                     | Ishita Dev Malik |                 |
| 2017 | Raabta                      | Saira            |                 |
| 2017 | Bareilly Ki Barfi           | TBA              | Posproducción   |
| 2019 | Panipat: The Great Betrayal | Parvati Bai      | -               |
| 2021 | Mimi                        | Mimi             | Película Hindú  |
| 2023 | Príncipe                    | Jefa de Bantú    | Película Hindú  |